# Bad Aibling
Bad Aibling est une ville de Bavière, en Allemagne. La rivière Mangfall la traverse et c'est le lieu d'un important spa de santé (bains de boue). Elle compte 19 100 habitants, se trouve à 498 mètres d'altitude et s'étend sur 41,40 km2.

## Histoire
| Appartenances historiques Duché de Bavière 1250–1255 Duché de Basse-Bavière 1255–1353 Duché de Bavière-Landshut 1353-1503 Duché de Bavière 1503–1623 Électorat de Bavière 1623–1806 Royaume de Bavière 1806–1918 République de Weimar 1918–1933 Reich allemand 1933–1945 Allemagne occupée 1945–1949 Allemagne 1949–présent |

Le site est peuplé par les Celtes vers 500 av. J.C. et occupé par les Romains en 15 av. J.C. Les Bavarii s'y installent vers l’an 470. En 788, on y trouve un palais (Pfalz) carolingien.
La première mention historique de Bad Aibling est faite en 804, sous le nom d’Epininga.
Du IXe au XIIe siècle, Aibling est un centre administratif de l’évêché de Bamberg avant d’être acheté par les comtes de Falkenstein-Neuburg en 1180. En 1250, la région passe sous le contrôle de la maison de Wittelsbach. Aibling accède au statut de ville au XIVe siècle.
À la fin de la guerre de Trente Ans, Aibling est occupée par les Suédois le 13 juin 1648 après des combats acharnés. En 1800, durant la Deuxième Coalition, trois divisions du général Moreau s'emparent de la ville.
Au XIXe siècle, la ville développe ses activités thermales et est raccordée au réseau ferroviaire (27 mai 1897).
Après la Seconde Guerre mondiale, la ville a évolué comme un centre majeur pour les services de renseignements et les services secrets. En 2004, la station Echelon a fermé [réf. nécessaire] après des décennies d'opération.
Le 9 février 2016, une collision frontale entre deux trains à Bad Aibling fait plusieurs morts et une centaine de blessés.

## Démographie
Personnes ayant leur résidence habituelle sur le territoire de la commune, le 31 décembre :
| Année | Population |
| ----- | ---------- |
| 2011  | 17 099     |
| 2012  | 17 316     |
| 2013  | 17 633     |
| 2014  | 17 983     |
| 2015  | 18 407     |
| 2016  | 18 595     |

## Galerie

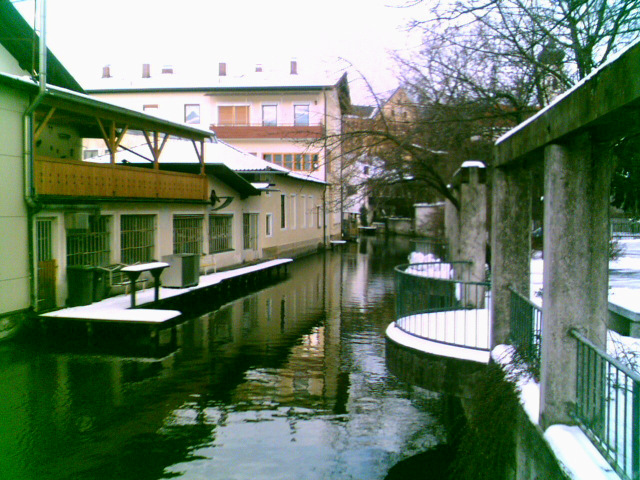
Klein Venedig (Petite Venise).
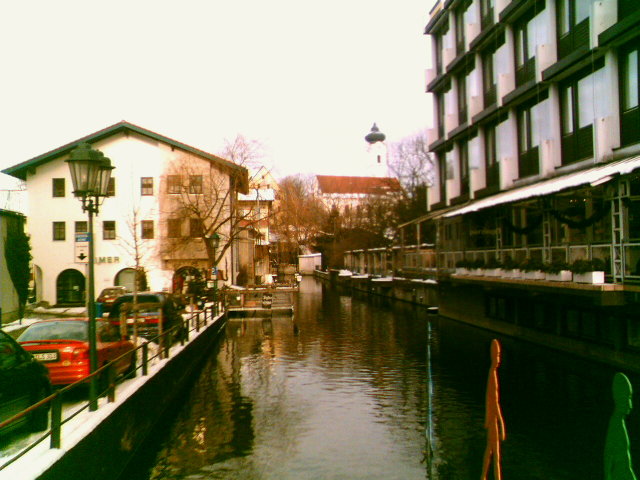
Glonn.
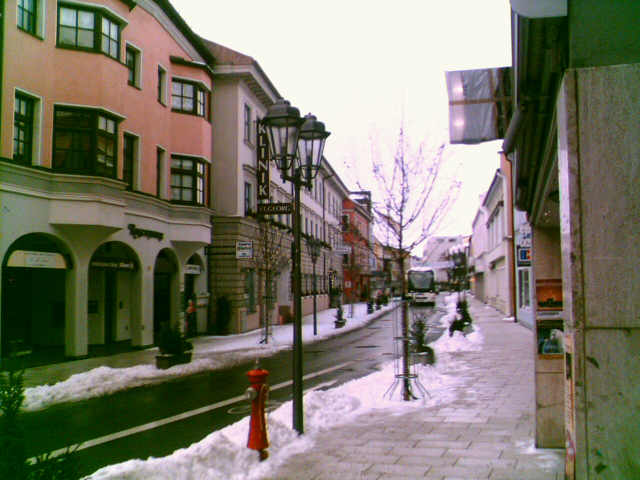
Inner Rosenheimer Straße.
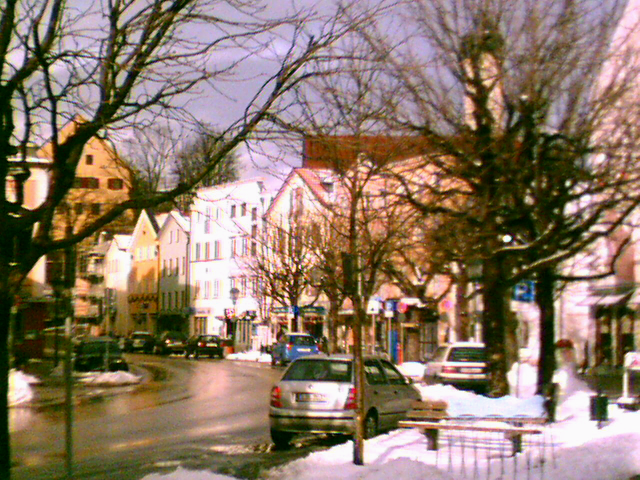
Kirchzeile avec Hofberg.
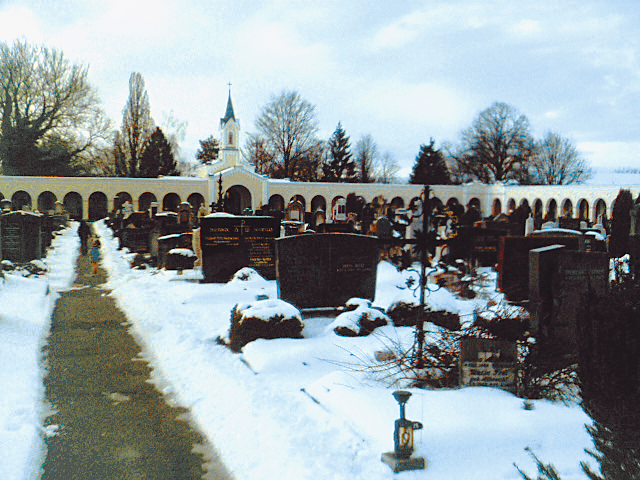
Cimetière central de type italien.

## Jumelage
La ville de Bad Aibling est jumelée avec :
- Cavaion Veronese (Italie) depuis 2006

## Personnalités liées à la commune
- Johann Sperl (1840-1914), peintre allemand, y peignit avec Wilhelm Leibl et y mourut.
- Marie Zehetmaier (1881)1980) militante pacifiste
- Eduard Dietl (1890-1944), général allemand.
- Julian Weigl (1995-), footballeur.